# Пистолетто, Микеланджело
Микеланджело Пистолетто (итал. Michelangelo Pistoletto; род. 23 июня 1933, Бьелла, Италия) — итальянский художник, один из лидеров движения «Арте повера».
В 1990-е годы создал мультидисциплинарный проект «Читадельарте» («Город искусства»). В 2003 году на Венецианской биеннале получил «Золотого льва». В 2009 году Микеланджело Пистолетто и Сальваторе Гарау совместно выставлялись на выставке "Di tanto mare. Salvatore Garau - Michelangelo Pistoletto".

## Работы
1. 2005: Il Terzo Paradiso (Третий рай) (совместно с певицей Джанной Наннини)
2. 1976/92: Scaffale, Галерея Тейт
3. 1962/82: Uomo in piedi, Галерея Тейт
4. 1967/74: Venere degli stracci (Венера в лохмотьях), Галерея Тейт
5. 1965/66: Oggetti in meno, Музей Гуггенхайма